# ユナイテッド・シネマ豊橋18
ユナイテッド・シネマ豊橋18（ユナイテッド・シネマとよはし18・United Cinemas Toyohashi 18）は、愛知県豊橋市藤沢町のホリデイ・スクエアに所在する、ローソン・ユナイテッドシネマが運営している日本最大のスクリーン数（18スクリーン）を持つ映画館（シネマコンプレックス・メガプレックス）。
1999年にAMCエンターテインメントの運営でAMCホリデイ・スクエア18として開館し、2005年にユナイテッド・シネマ豊橋18に改称した。
全スクリーンにスタジアム座席が採用されており、全スクリーンの全席にラブシートが採用されている。

## 歴史

### ホリデイ・イン・シアター
1985年（昭和60年）10月1日、藤沢町のホリデイ・スクエア内に研修施設兼用映画館としてホリデイ・イン・シアターが開館。運営は名古屋などで映画興行を営んでいたヘラルドグループである。ホリデイ・イン・シアターは2スクリーン（シアターA：400席、シアターB：210席）を有し、邦画・洋画、新作・旧作など、多様なラインナップで10年間営業した。1995年頃からは研修施設として使用されることが多くなり、1999年に同一敷地内にAMCホリデイ・スクエア18が開館したことで完全に閉館。その後、ロワジールホテル豊橋の駐車場になった。

### AMCホリデイ・スクエア18(1999-2005)

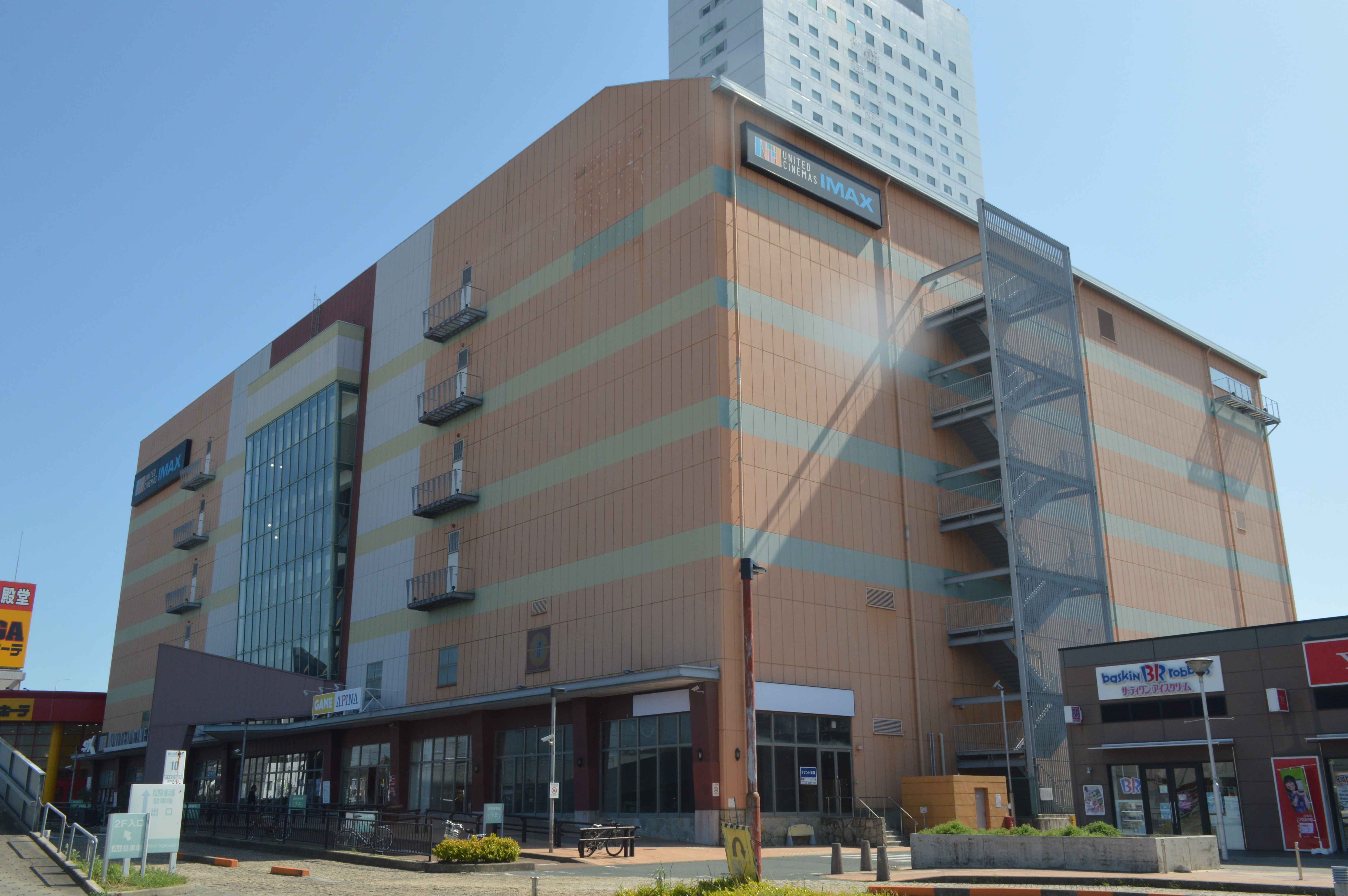
ホリデイ・スクエアのアミューズメントビル

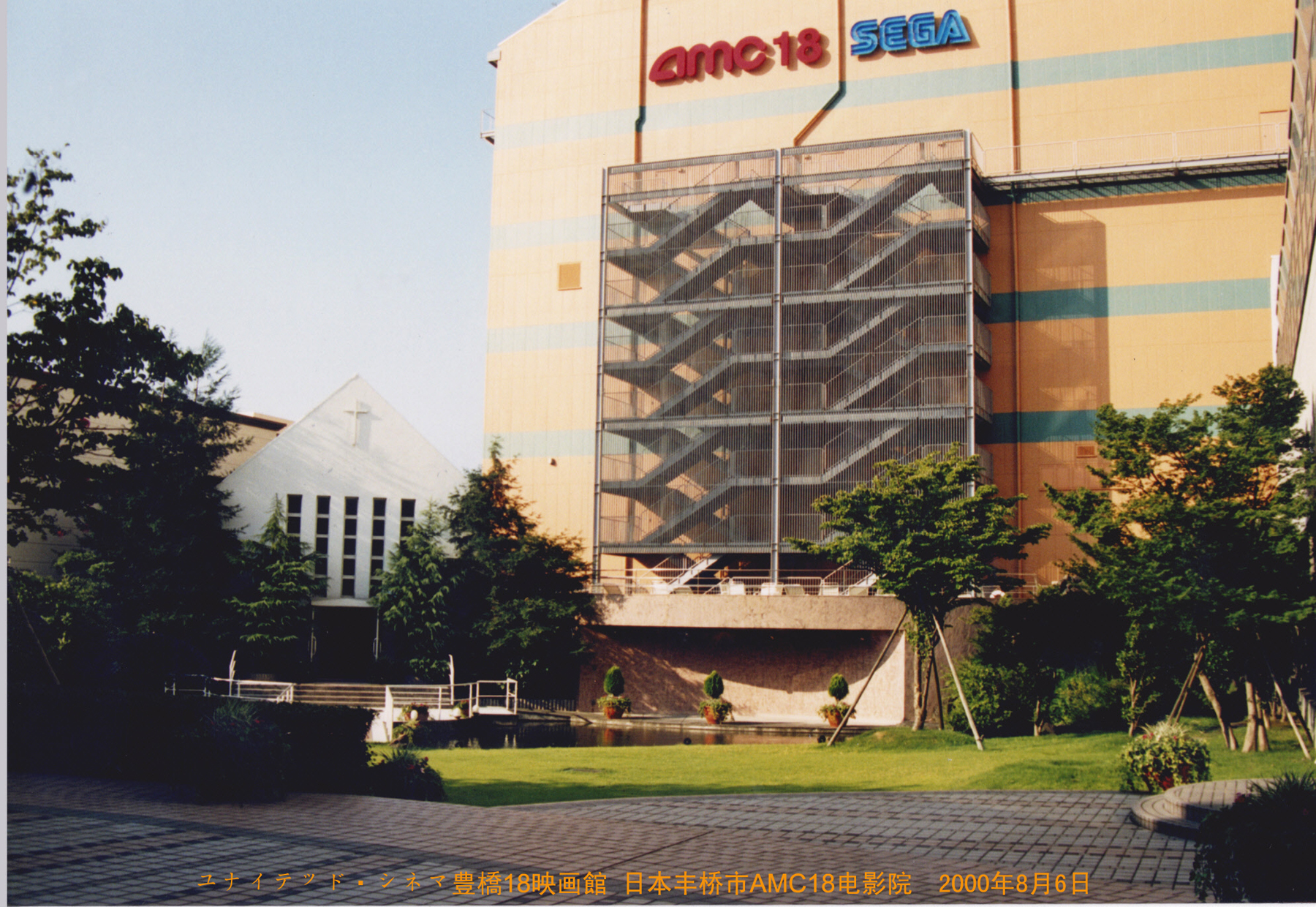
AMCホリデイ・スクエア時代（2000年）

1999年（平成11年）7月17日、ホリデイ・スクエア内に建設された6階建延床面積16,500m2のアミューズメントビル「ホリデイ・スクエア アミューズメントプラザ」の3階から6階に、AMCホリデイ・スクエア18が開館した。映画館の運営はAMCエンターテインメントであり、アミューズメントビルの運営は豊橋スポーツセンターである。AMCとしてはAMCキャナルシティ13とAMCなかま16（いずれも福岡県）に次いで日本国内3館目の映画館である。東海地区のシネコンとしては、外資系のワーナー・マイカル系3館、地元資本のコロナ系7館、シネマジャングル1館に次いで12館目である。
18スクリーン・計3,300席を持ち、開館時からスクリーン数で日本最大のシネマコンプレックスである。ひずみが少ないスクリーンを採用しており、開館時からデジタルサウンドを導入している。開館時の来館者数見込みは年間100万人であり、8月の入場者数は約57,000人とまずまずの出だしを見せた。1999年末には日本全国的に2000年問題が騒がれたため、12月31日には最終回の上映開始時間を5-10分間早め、23時55分にはすべての上映を終了させて万一の事態に備えた。同年9月24日には国内最大のスクリーンを持つ名古屋市のヘラルドシネプラザ（旧・中日シネラマ劇場）が閉館しており、「大きさ」から「多さ」への移行を予感させている。2000年6月に大規模小売店舗立地法が施行され、施行前にはショッピングセンターの駆け込み出店が相次いだため、1999年から2001年頃にはそれにともなうシネコンの設置も相次ぎ、東海3県だけで9施設103スクリーンのシネコンが生まれた。
AMCホリデイ・スクエア18開館のあおりを受けて、2000年（平成12年）には豊橋松竹会館ビルが、2001年（平成13年）には豊橋東映劇場ビルとスカラ座が相次いで閉館し、豊橋市から従来型の映画館が消滅した。豊橋東映劇場はAMCホリデイ・スクエア18の影響で赤字に転落し、黒字化の見通しが立たなくなったために撤退を決定したとしている。
1990年代には隣接する豊川市に8スクリーンの豊川コロナワールド（2009年の改装で10スクリーン）、1998年には7スクリーンのワーナー・マイカル・シネマズ豊川（現・イオンシネマ豊川）が開館しており、東三河地方のシネコンは3施設33スクリーンとなった。1990年代末にAMCホリデイ・スクエア18を含む2つのシネコンが相次いで開館したことで、古株の豊川コロナワールドは一時的に観客数が半減したという。ただし、豊川コロナワールドは「一館の時より地域の観客数は1.5倍から2倍になっているはず。見る人の側に立てば、映画館を選べるというのは、とても魅力的なことだと思う」と語っている。1999年12月には3,312席のAMCホリデイ・スクエア18に次ぐ東海地方2番目の規模のシネコンとして、2,696席のユナイテッド・シネマ稲沢が開館した。
2004年（平成16年）には豊橋市の女性がモデルとなった『1リットルの涙』が製作され、10月9日からAMCホリデイ・スクエア18で先行上映が行われた。初日に行われる予定だった主演の大西麻恵と監督の岡村力の舞台挨拶は台風22号の影響で中止となったが、10月17日に大西が舞台挨拶を行った。2005年（平成17年）5月25日には『シベリア超特急』で監督と主演を務めた水野晴郎が舞台挨拶を行った。

### ユナイテッド・シネマ豊橋18(2005-)

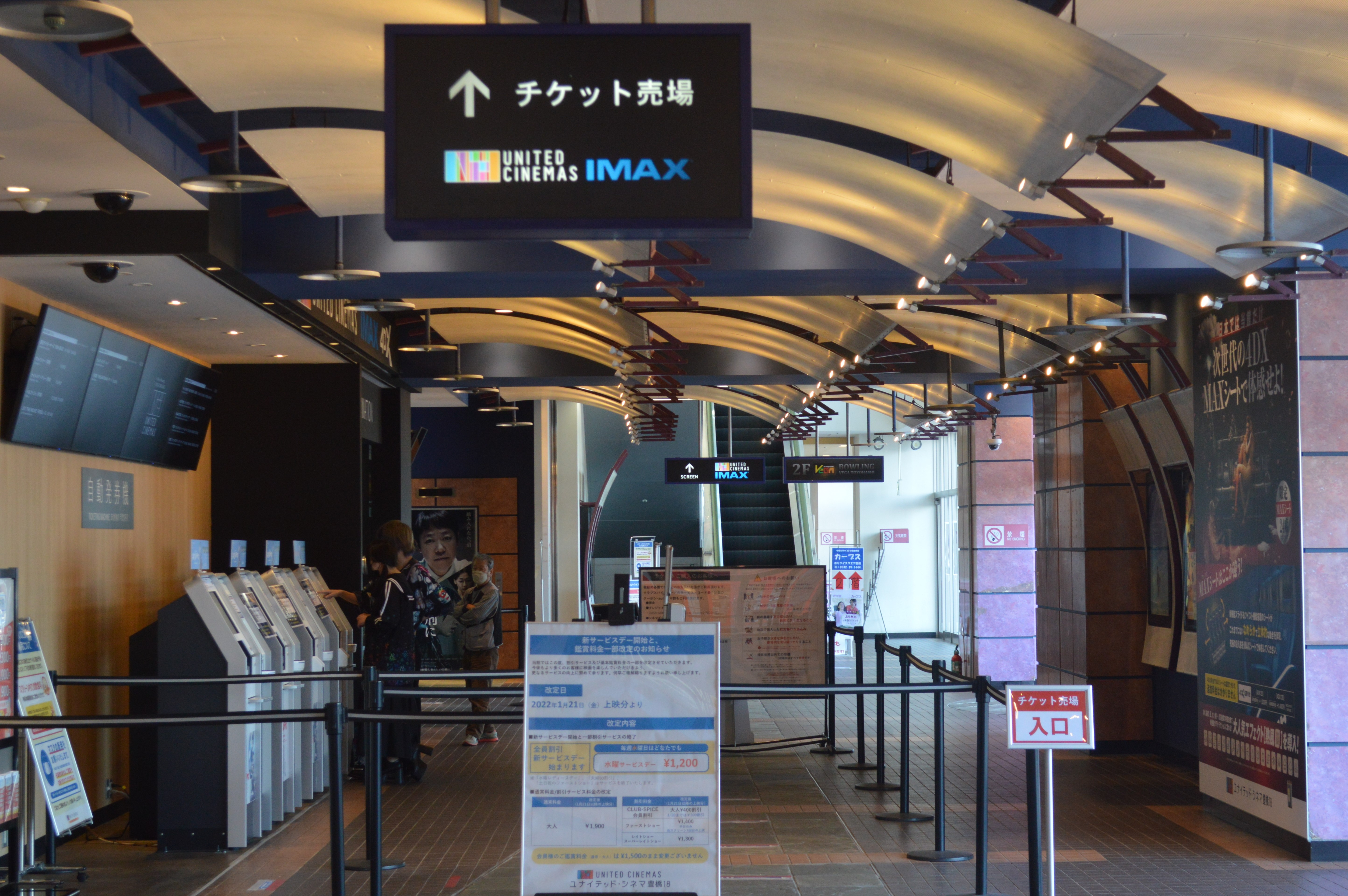
ロビー

2005年にはユナイテッド・シネマがAMCシアターズを買収。10月1日にはAMCホリデイ・スクエア18からユナイテッド・シネマ豊橋18に改称した。オープニングイベントとして、10月9日には『イン・ハー・シューズ』（カーティス・ハンソン監督）の試写会や字幕翻訳者の戸田奈津子によるトークショー、10月14日には『イントゥ・ザ・ブルー』の試写会が行われている。
2006年（平成18年）3月21日には、豊橋市制100周年記念作品『早咲きの花』（菅原浩志監督）の完成披露試写会が行われた。愛知県出身の宗田理の小説が原作であり、豊橋市を舞台として豊橋市内でロケが行われた。なお菅原監督は2017年（平成29年）11月19日、『写真甲子園 0.5秒の夏』の上映会で、同作主演の笠菜月と共に舞台挨拶で来館。2024年（令和6年）1月26日には、『カムイのうた』上映会で舞台挨拶を行っている。
2009年（平成21年）には豊川コロナが東三河地方で初めて3D作品上映設備を導入し、ジェームズ・キャメロン監督の『アバター』を3D上映したのは東三河地方で豊川コロナだけだった。2010年にはワーナー・マイカル・シネマズ豊川も前倒しで3D上映設備を導入。ユナイテッド・シネマ豊橋が3D上映設備を導入したのは東三河地方の3つのシネコンで最後となった。
2010年（平成22年）11月26日には、同年12月18日に公開を控えていた『最後の忠臣蔵』の特別試写会が行われ、同作監督の杉田成道（豊橋市出身）と出演した女優・桜庭ななみが舞台挨拶を行った。
開業15周年を迎えた2014年（平成26年）6月13日には既存の15番スクリーンにIMAX上映設備を導入した。日本国内の映画館としては17館目、東海地方の映画館としては109シネマズ名古屋に次いで2館目である。ユナイテッド・シネマ札幌、ユナイテッド・シネマ浦和、ユナイテッド・シネマ キャナルシティ13、ユナイテッド・シネマ岸和田、ユナイテッド・シネマとしまえんに続いて、ユナイテッド・シネマでは6館目である。初めてIMAXで上映された作品は『ノア 約束の舟』（ダーレン・アロノフスキー監督）だった。IMAX版は通常版よりも高額であるにもかかわらず、『ノア 約束の舟』では88%の観客がIMAX版を鑑賞したという。
ユナイテッド・シネマ改称から10周年を迎えた2015年（平成27年）9月6日には、東三河方面でロケが行われた『映画 みんな!エスパーだよ!』の舞台挨拶で、同作監督の園子温（豊川市出身）と出演した俳優・染谷将太と池田エライザが来館した。2016年（平成28年）5月29日には、『燐寸少女 マッチショウジョ』（内田浩監督）の舞台挨拶で、同作出演の佐藤すみれ（当時SKE48メンバー）と小林豊、本田剛文（共にBOYS AND MEN）が来館している。
元SKE48メンバーで女優の松井玲奈（豊橋市出身）は2018年（平成30年）にユナイテッド・シネマでも開催された『ええじゃないかとよはし映画祭』のアンバサダーを務めた他、2021年（令和3年）3月27日の『ゾッキ』上映時と、2022年（令和4年）9月18日の『よだかの片想い』上映時に舞台挨拶を行っていた。
2018年（平成30年）は上田慎一郎監督の『カメラを止めるな!』が大ヒット。同月18日に行われた舞台挨拶には、出演した女優の真魚（豊橋市出身）と秋山ゆずき、俳優の濱津隆之が来館した。また同年12月22日には『ふたつの昨日と僕の未来』上映時に、同作主演の佐野岳（一宮市出身）と監督の大森研一が舞台挨拶を行っている。
2019年（令和元年）7月で開業20周年を迎え、同年9月22日にはアニメ映画『BanG Dream! FILM LIVE』の舞台挨拶で出演声優の中島由貴と金元寿子が来館。同10月4日封切の『ダウト〜嘘つきオトコは誰?〜』では、出演した俳優の稲葉友、西銘駿、岩永徹也、藤田富が同月6日に舞台挨拶を行った。
2020年（令和2年）6月19日、体感型アトラクション4Dシアター「4DX」を導入。さらに、この中の限定24席に、国内初となる4DXの新機能「スライド&ツイスト」を搭載した“MAXシート”が導入されている。

## スクリーン

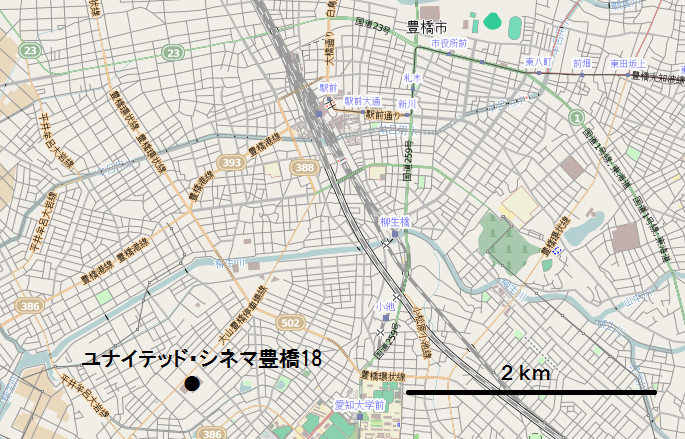
ユナイテッド・シネマ豊橋18の位置

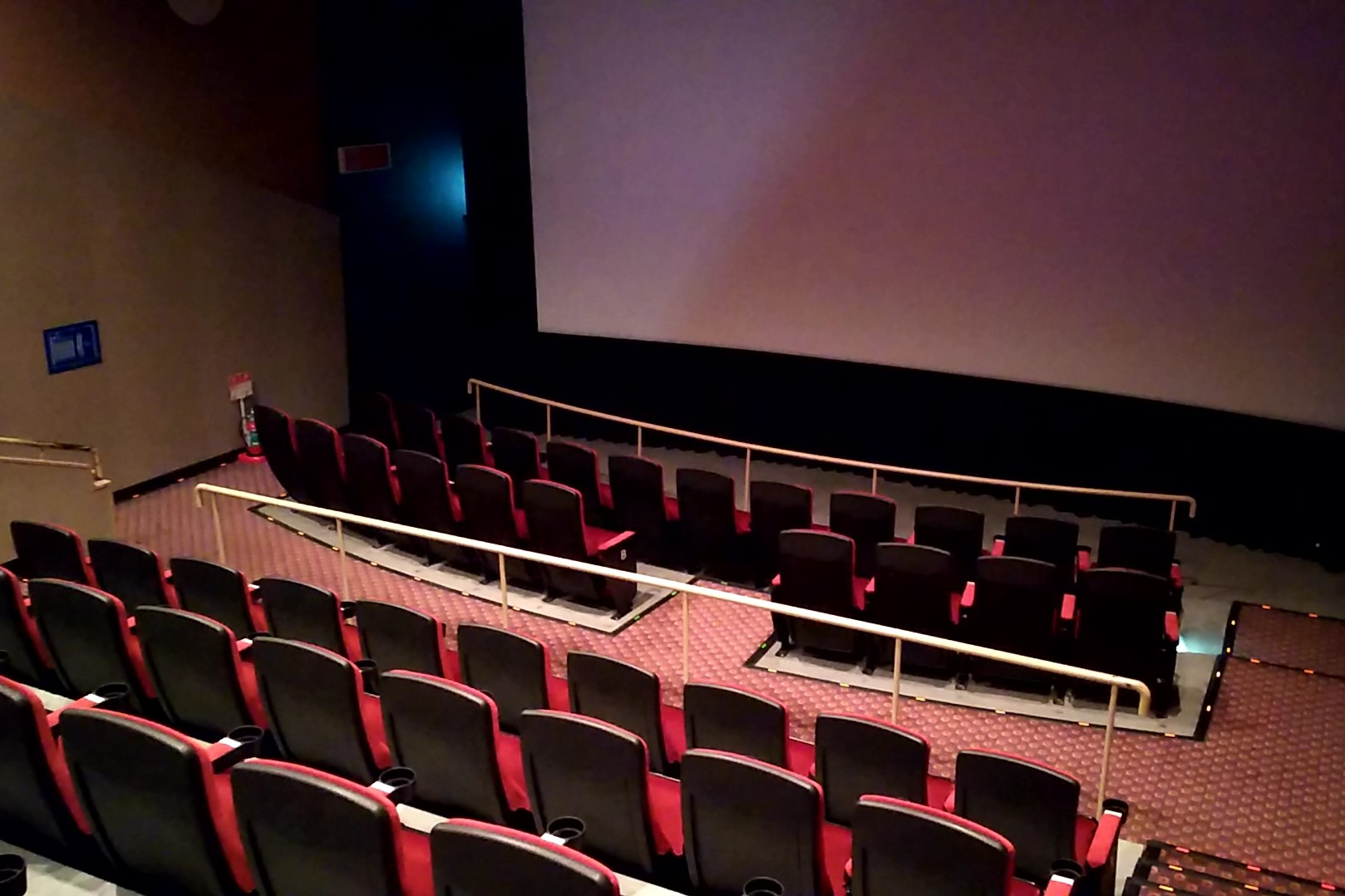
スクリーン

| スクリーン番号 | 収容人数                      | スクリーンサイズ | 音響設備     | その他設備           |
| -------------- | ----------------------------- | ---------------- | ------------ | -------------------- |
| 1番スクリーン  | 101人                         | 7.6 x 4.1m       | Dolby 5.1ch  | -                    |
| 2番スクリーン  | 126人                         | 8.2 x 4.4m       | Dolby 5.1ch  | -                    |
| 3番スクリーン  | 150人                         | 9.5 x 5.1m       | Dolby 5.1ch  | -                    |
| 4番スクリーン  | 72人                          | 9.5 x 5.1m       | Dolby 5.1ch  | 4DX                  |
| 5番スクリーン  | 235人                         | 13.5 x 5.9m      | Dolby 5.1ch  | -                    |
| 6番スクリーン  | 235人                         | 13.5 x 5.9m      | Dolby 5.1ch  | -                    |
| 7番スクリーン  | 150人                         | 9.5 x 5.1m       | Dolby 5.1ch  | -                    |
| 8番スクリーン  | 150人                         | 9.5 x 5.1m       | Dolby 5.1ch  | -                    |
| 9番スクリーン  | 126人                         | 8.2 x 4.4m       | Dolby 5.1ch  | -                    |
| 10番スクリーン | 101人                         | 7.6 x 4.1m       | Dolby 5.1ch  | -                    |
| 11番スクリーン | 101人                         | 7.6 x 4.1m       | Dolby 5.1ch  | -                    |
| 12番スクリーン | 126人                         | 8.2 x 4.4m       | Dolby 5.1ch  | -                    |
| 13番スクリーン | 308人                         | 12.4 x 6.8m      | Dolby 5.1ch  | デジタル3D （RealD） |
| 14番スクリーン | 358人                         | 13.0 x 7.0m      | Dolby 5.1ch  | -                    |
| 15番スクリーン | 2D・IMAX/269人 3D・IMAX/229人 |                  | IMAXサウンド | IMAXデジタルシアター |
| 16番スクリーン | 307人                         | 12.4 x 6.8m      | Dolby 5.1ch  | -                    |
| 17番スクリーン | 126人                         | 8.2 x 4.4m       | Dolby 5.1ch  | デジタル3D （RealD） |
| 18番スクリーン | 101人                         | 7.6 x 4.1m       | Dolby 5.1ch  | -                    |

### 新聞記事
1. 1 2 3  「【全面広告】本日PM6時、ホリデイ・イン・シアターOPEN」『東海日日新聞』東海日日新聞社、1985年10月1日、6面。2020年12月29日閲覧。
2. 1 2  「豊橋に新映画館 最多18館備え 7月にオープン」中日新聞、1999年3月27日
3. 1 2 3 4  「総合娯楽ビル『ホリデイ・スクエア』 あす豊橋にオープン きょう初体験会」中日新聞、1999年7月16日
4. 1 2 3  「愛知・豊橋に映画館18館が入居する複合アミューズメントビル」読売新聞、1999年7月16日
5. 1 2  「愛知・豊橋に映画のデパートがオープン」朝日新聞、1999年7月17日
6. 1 2  「映画興行、最大から最多へ　シネプラザ閉館」朝日新聞、1999年9月8日
7. ↑  「万一に備え準備も大詰め 『2千年問題』目前の各地の表情」中日新聞, 1999年12月31日
8. ↑  「都市型シネコン続々（東海映画館TV局　新事情：上）」朝日新聞、2001年1月13日
9. ↑  「既存館に明日はない?」朝日新聞、2001年12月4日
10. 1 2  「映画業界の新しい血 シネコン 名古屋周辺建設ラッシュ 遠いお隣さんを意識して競争 バー付き豪華席… 作品の多彩さで」中日新聞、2000年1月29日
11. ↑  「東海地区屈指9スクリーン2696席 シネコン完成あすオープン アピタ稲沢 アミューズメント館も併設」中日新聞、1999年12月22日
12. 1 2  「『1リットルの涙』豊橋で上映開始 舞台あいさつは中止」中日新聞, 2004年10月9日
13. ↑  「『1リットルの涙』主演女優ら 命考える映画上映PR 豊橋」中日新聞, 2004年10月18日
14. ↑  「『シベリア超特急5』見に来てね 監督・出演の水野さん舞台あいさつ 豊橋であす公開」中日新聞, 2005年5月24日
15. 1 2  「AMCホリデイ・スクエア18が1日からユナイテッド・シネマ豊橋18に、オープニングイベント多彩] 東海日日新聞, 2005年9月24日
16. ↑  「ユナイテッド・シネマ豊橋18 豊橋のシネコン名称変更」中日新聞, 2005年10月1日
17. ↑  「市制100周年記念『早咲きの花』豊橋から映画広まれ 試写会で宗田さん期待」中日新聞, 2006年3月22日
18. 1 2 3  「映画館3D戦争激化の兆し 人気呼ぶリアルな体感」中日新聞, 2010年6月15日
19. 1 2 3  「大画面、サラウンド、動く座席… 集客増へ体験型映画館 名古屋・豊橋 観客の出足好調」中日新聞, 2014年6月30日
20. ↑  “豊橋に帰ってこられて幸せ 東三河「愛」たっぷり 染谷さんら舞台あいさつ”. 東愛知新聞 (全国郷土紙連合). (2015年9月8日) 2016年12月21日閲覧。